# Perynea viridicincta
Perynea viridicincta är en fjärilsart som beskrevs av George Francis Hampson 1897. Perynea viridicincta ingår i släktet Perynea och familjen nattflyn. Inga underarter finns listade i Catalogue of Life.